# Emperor of Sand
Albums de Mastodon
Once More 'Round the Sun
(2014) Cold Dark Place (EP)
(2017)
Singles
1. Show Yourself
Sortie : 3 février 2017
2. Steambreather
Sortie : 25 août 2017

Emperor of Sand est le septième album studio du groupe américain de sludge progressif Mastodon, publié le 31 mars 2017 sur le label Reprise Records.

## Présentation
Les chansons sont enregistrées comme initialement arrangées, puis sont revisitées pour éditer et affiner le son de l'album. Le batteur Brann Dailor complète les pistes de batterie et commence à rédiger les paroles tandis que les guitares et la basse sont enregistrées par les autres membres du groupe.
L'album est enregistré au Quarry Studio de Kennesaw, en Géorgie et mixé aux studios Henson Recording, à Los Angeles.
Le groupe a travaillé avec le producteur Brendan O'Brien avec qui il a précédemment collaboré sur l'album Crack the Skye, en 2009.
Scott Kelly, du groupe Neurosis, et Kevin Sharp, de Brutal Truth, apparaissent en tant que chanteurs invités sur, respectivement, Scorpion Breath et Andromeda. Kelly apparaît, par ailleurs, en tant que chanteur invité sur tous les albums studio de Mastodon depuis Leviathan (2004).
À la suite de la sortie de l'album, le groupe entame une tournée aux États-Unis du 14 avril au 20 mai 2017, avec le soutien des Eagles of Death Metal et des Russian Circles.
Le premier single de l'album, Show Yourself, atteint la 4e place du classement américain Billboard Mainstream Rock Songs en 2017. Le deuxième single, Steambreather, atteint la 18e place du même classement.
L'album est classé dans plusieurs listes de fin d'année telle que, en no 3, du Top 20 rock & metal albums of 2017 du quotidien britannique The Independent ou dans le 20 Best Metal Albums of 2017, à la 4e place, du magazine Rolling Stone.
Il se vend à 43 000 exemplaires aux États-Unis dans sa première semaine de diffusion, débutant au 7e rang du Billboard 200, devenant ainsi leur album le plus vendu puisque Crack the Skye a fait son entrée à la 11e place avec 41 000 exemplaires dans sa première semaine[réf. nécessaire].
En 2018, la première chanson de l'album, Sultan's Curse, remporte le Grammy de la « meilleure performance metal ». L'album est nommé pour le « meilleur album de rock », mais perd face à A Deeper Understanding de The War on Drugs.
Emperor of Sand a une réception critique largement positive. Grâce aux commentaires recueillis à partir de publications traditionnelles et spécialisées et colléctées par Metacritic, site d'agrégat d'évaluation populaire qui attribue une note normalisée de 100, l'album obtient un score moyen d'approbation globale de 78, basé sur des avis majoritairement favorables.

## Liste des titres
Toutes les chansons sont écrites et composées par Mastodon.
| 1.    | Sultan's Curse                      | 4:10 |
| 2.    | Show Yourself                       | 3:03 |
| 3.    | Precious Stones                     | 3:46 |
| 4.    | Steambreather                       | 5:03 |
| 5.    | Roots Remain                        | 6:28 |
| 6.    | Word to the Wise                    | 4:00 |
| 7.    | Ancient Kingdom                     | 4:54 |
| 8.    | Clandestiny                         | 4:28 |
| 9.    | Andromeda (feat. Kevin Sharp)       | 4:05 |
| 10.   | Scorpion Breath (feat. Scott Kelly) | 3:19 |
| 11.   | Jaguar God (feat. Mike Keneally)    | 7:56 |
| 51:12 |                                     |      |

## Crédits
| - Troy Sanders : basse, chant - Brann Dailor : batterie, chant - Bill Kelliher : guitare électrique - Brent Hinds : guitare solo, chant Invités - Mike Keneally : claviers - Kevin Sharp, Scott Kelly : chant | - Production : Brendan O'Brien - Mastering, édition : Billy Bowers - Mixage : Brendan O'Brien, Tom Syrowski - Ingénierie (assistants) : Bryan Dimaio, T.J. Elias - Enregistrement : Tom Syrowski, Tom Tapley - Direction artistique : Brann Dailor - A&R : Mike Elizondo - Design : Donny Phillips, KIHL Studio - Illustration : Alan Brown, Medusawolf - Coordination de production : Ivy Skoff |